# Dol pri Laškem
Dol pri Laškem – wieś w Słowenii, w gminie Laško. W 2018 roku liczyła 35 mieszkańców.